# Vilém Reinhard z Neippergu
Hrabě Vilém Reinhard z Neippergu (německy Wilhelm Reinhard von Neipperg, 27. května 1684, Schwaigern – 26. května 1774, Vídeň) byl šlechtic z německého rodu Neippergů ve rakouských císařských službách, kde dosáhl hodnosti polního maršála.

## Život
Mládí prožil ve Stuttgartu a roku 1702 vstoupil do císařských služeb ve Vídni. V pluku svého otce dosáhl roku 1715 hodnosti plukovníka. Vyznamenal se ve válkách proti Turkům. V roce 1717 se stal zastupujícím majitelem pluku a roku 1724 převzal pluk (císařský pěší pluk č. 7) svého otce. Roku 1726 byl povýšen do říšského hraběcího stavu.
Roku 1730 se stal guvernérem Lucemburku, v roce 1733 se účastnil polního tažení do Itálie a pomohl uvolnit obleženou Mirandolu. V roce 1737 byl jmenován guvernérem Temešváru a bojoval s Turky.
V roce 1741 velel rakouské armádě ve Slezsku, kde byl 10. dubna 1741 poražen v bitvě u Mollwitz. Krátce poté byl povýšen do hodnosti polního maršála. Roku 1743 se účastnil bitvy u Dettingenu, po bitvě byl odvelen do Vídně kde se roku 1753 stal velícím generálem zde umístěných armádních sborů.
Byl jmenován rytířem Řádu zlatého rouna. Roku 1755 se stal viceprezidentem říšské válečné rady.
Zemřel roku 1774 ve Vídni.

## Rodina
Byl synem císařského polního maršála Eberharda Fridricha z Neippergu (1656-1725) a jeho manželky Margarety Lucretie z Hornbergu. S manželkou Marií Františkou Terezií, hraběnkou Khevenhüller-Frankenburg měl 3 děti:
- Johanna Juliana Christiana Josepha hraběnka z Neippergu (16. února 1726 – 15. prosince 1758)
- Leopold Joseph Johannes Nepomuk hrabě z Neippergu (27. března 1728 – 5. ledna 1792)
- Marie Vilemína z Neippergu (30. dubna 1738 – 21. října 1775), dvorní dáma na dvoře Marie Terezie, milenka Františka Štěpána Lotrinského, manž. 1756 Jan Adam kníže z Auerspergu (27. srpna 1721 – 11. listopadu 1795)